# Multicaecum
Multicaecum ist eine Gattung der Spulwürmer mit 13 Arten, die bei Krokodilen vorkommen.

## Merkmale
Der Ösophagus hat einen kleinen hinteren Ventriculus, von dem zwei nach vorn und drei nach hinten gerichtete Anhänge unterschiedlicher Größe ausgehen. Im Gegensatz zur Schwestergattung Typhlophorus gibt es hinter den Lippen keine Verdickungen der Kutikula, aber kleine Zwischenlippen.

## Systematik
Hodda zählt die Gattung zu den Multicaecinae, nach anderer Auffassung gehört sie zu den Heterocheilinae. Zur Gattung gehören folgende Arten:
- Multicaecum agile Wedl, 1861
- Multicaecum australiensis (Baylis, 1931)
- Multicaecum baylisi Travassos, 1933
- Multicaecum gangeticum (Maplestone, 1930)
- Multicaecum gibsoni (Sprent, 1979)
- Multicaecum heterotis Petter, Vassiliades & Marchand, 1979
- Multicaecum pintoi (Sprent, 1979)
- Multicaecum regoi (Sprent, 1990)
- Multicaecum scleropagi (Khalil, 1984)
- Multicaecum stekhoveni Baylis, 1947
- Multicaecum tenuicolle Rudolphi, 1819
- Multicaecum vandenbrandeni Baylis, 1929
- Multicaecum vandenbranderi Baylis, 1929